# Famines au Cap-Vert
L'archipel du Cap-Vert a été frappé par une série de famines liées à la sécheresse entre les années 1580 et les années 1950. Pendant ces périodes de sécheresse et de famine, des dizaines de milliers d'habitants sont morts de faim et de maladies.

## Arrière plan
Les îles du Cap-Vert ont un climat semi-aride généralement chaud, avec des précipitations importantes limitées aux mois d'été d'août et de septembre. Les zones les plus sèches sont les îles basses orientales ( Maio, Sal et Boa Vista ) et les parties sud-ouest des îles les plus montagneuses. Les parties les plus hautes et au nord-est, l'alizé, reçoivent plus de précipitations. L'agriculture dépend fortement des pluies d'été; les années où il pleuvait moins, les mauvaises récoltes étaient courantes. La situation a été encore aggravée par des choix de cultures inadaptés[Lesquels ?], la surpopulation, le surpâturage, l'érosion des sols et une réponse inadéquate de l'administration coloniale portugaise,.

## Famines historiques
Les famines suivantes ont été enregistrées :
- 1580-83, sur Santiago, Maio et Brava [2]
- 1609-11, à Santiago[2], associée à une épidémie de variole [3]
- 1685-90, environ 4 000 morts à Santiago [2]
- 1704-12, sur Santiago, Maio, Boa Vista et Sal [2]
- 1719-23, à Santiago, São Nicolau, Maio, Sal, Boa Vista et Fogo. Les trois dernières îles ont été dépeuplées [2]
- 1738-40, sur São Nicolau [2]
- 1747-50, sur toutes les îles [2],[3]
- 1773-75, plus de 20 000 morts sur toutes les îles [2],[3]
- 1830-33, environ 30 000 morts sur toutes les îles [2],[3]
- 1854-56, 25% de la population est décédée [3]
- 1863-66, entre 20 000 et 30 000 morts sur toutes les îles [2]

## Famine dans les années 1940
Deux des pires famines du Cap-Vert se sont produites en 1941-43 et 1947-48, tuant environ 45 000 personnes. Les plus durement touchées ont été les îles de São Nicolau et Fogo, où resp. 28% et 31% de la population ont été tués. En 1946-48, Santiago a perdu 65% de sa population. Plusieurs milliers d'insulaires ont émigré, acceptant par exemple du travail contractuel dans les plantations de cacao du portugais São Tomé et Príncipe. Entre 1900 et 1970, environ 80 000 Capverdiens ont été expédiés à São Tomé et Príncipe. Le gouvernement portugais de l'Estado Novo a montré peu d'intérêt pour sa colonie africaine et n'a pas pris de mesures pour améliorer l'accès à l'eau douce ou fournir une aide alimentaire.

## Dans la culture populaire
Fome 47 ("Famine de 47"), l'une des chansons les plus connues du musicien capverdien Codé di Dona, raconte la sécheresse, la famine et l'émigration à São Tomé en 1947. La troisième et dernière partie du roman Chiquinho de Baltasar Lopes da Silva est centrée sur la calamité de la sécheresse, un problème majeur au Cap-Vert, qui entraîne la famine et de nombreux décès.